# Sant Climent de Reglella
El monestir de Sant Climent de Reglella (Saint-Clément de Reglella, o de Régleille en francès) és un antic cenobi benedictí, molt modificat i actualment força arruïnat, a la comuna nord-catalana d'Illa, de la comarca del Rosselló.
Està situat a un quilòmetre i mig del nucli urbà, a la vall de la Tet. Hi mena una carretera local. Reglella fou un poblet que apareix a la documentació medieval (per exemple, com a límit entre el comtat de Rosselló i el de Fenollet), i donà nom a una baronia. El senyoriu civil de Reglella  es mantingué fins a la Revolució Francesa, al segle xviii. Del poble de Reglella, en el present no es conserva cap més presència de poblament que les restes del monestir i les de la fortificació que l'envoltava.

## Història
Se suposa que el monestir va ser fundat per fugitius de la invasió musulmana d'Hispània, cosa que en situaria l'origen pels voltants del segle viii. El nom de Sant Climent de Reglella és documentat ja al 844, quan el prepòsit (abat, en el context) Sistremont (Sistremundus en l'original llatí) acudí al setge de Tolosa per impetrar un precepte (privilegi) reial de l'emperador carolingi Carles II el Calb. Per l'ús del diminutiu cellula en el document, en comptes de cella (lloc sagrat), hom ha conclòs que es devia tractar d'una fundació de reduïdes dimensions. Al segle xii era només un priorat que depenia del monestir de Sant Andreu de Sureda, com ho testimonia una acta de Pere Bernat, bisbe d'Elna, del 1121. La comunitat abandonà el lloc entre el segle xii i el XIV i de l'església, unida el 1502 a la parròquia d'Illa, en tenia cura un prevere nomenat per Sant Andreu. El 1570, l'antic monestir amb les rendes que li pertocaven foren traspassats a Sant Esteve del Pedreguet, l'església parroquial d'Illa.
Sant Climent de Reglella va ser declarat Monument històric de França el 9 de juliol del 1993.

## Arquitectura
Situat en un indret força exposat als atacs, el monestir era reclòs en un recinte de murs i, posteriorment, l'església encara va ser fortificada elevant-ne les parets en una torre emmerletada. L'església, de nau única i volta de canó lleugerament apuntada, sembla que es distribuïa en tres crugies (de les quals només en resta la primera), separades per arcs sobre pilars rectangulars, que ajudaven a sostenir la volta. L'absis, semicircular, està cobert amb una volta de quart d'esfera. A finals del segle xii o a començaments del XIII hom sobrealçà les parets de l'església i de l'absis per transformar-la en una torre, rematada per merlets i forada amb espitlleres. La manca de restes visibles d'un camí de ronda que permetés arribar a les espitlleres fa suposar que aquesta funció la feien escales i passarel·les de fusta, temps ha desaparegut sense deixar rastre.

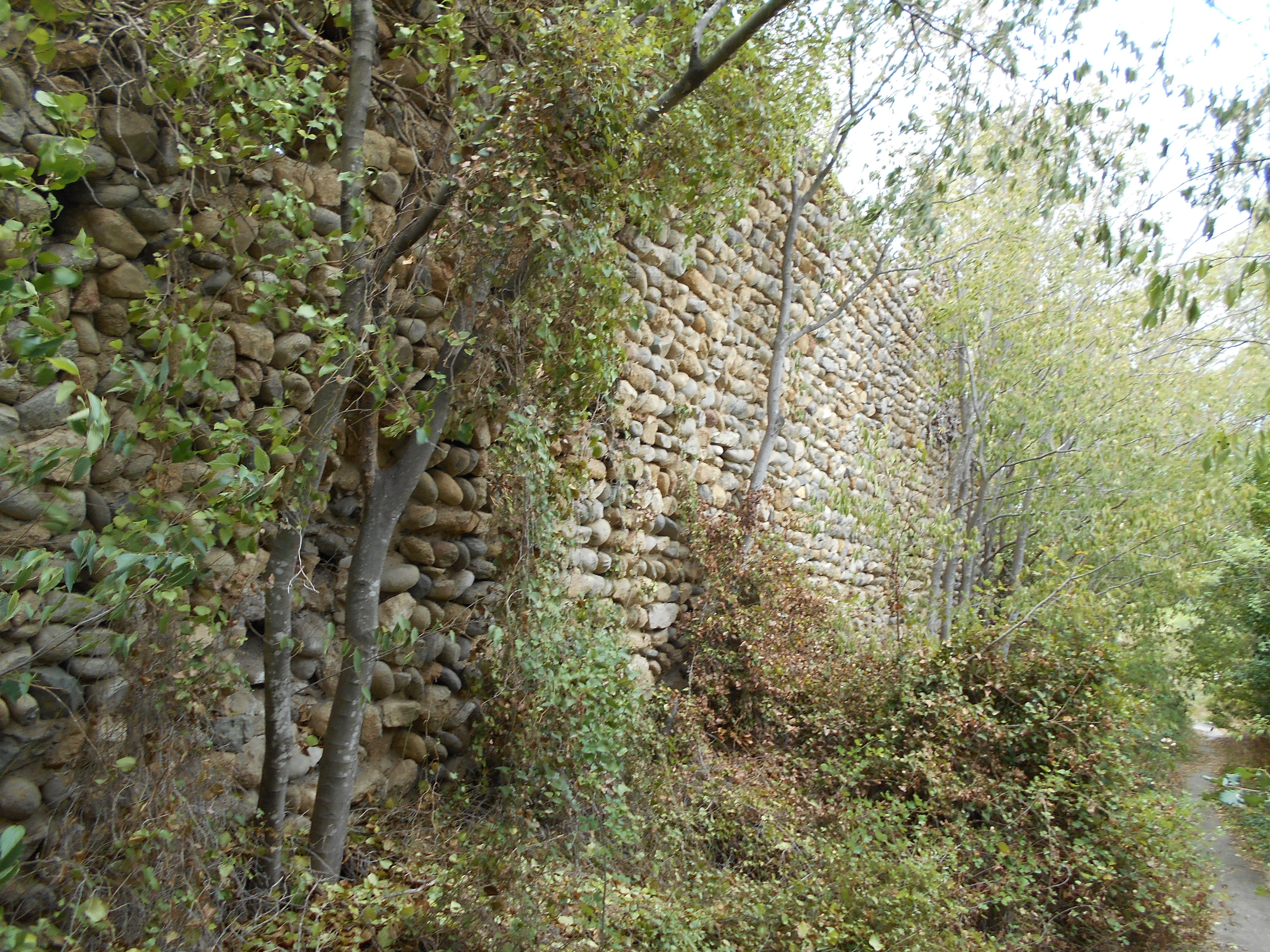
Murs del conjunt monàstic de Sant Climent de Reglella
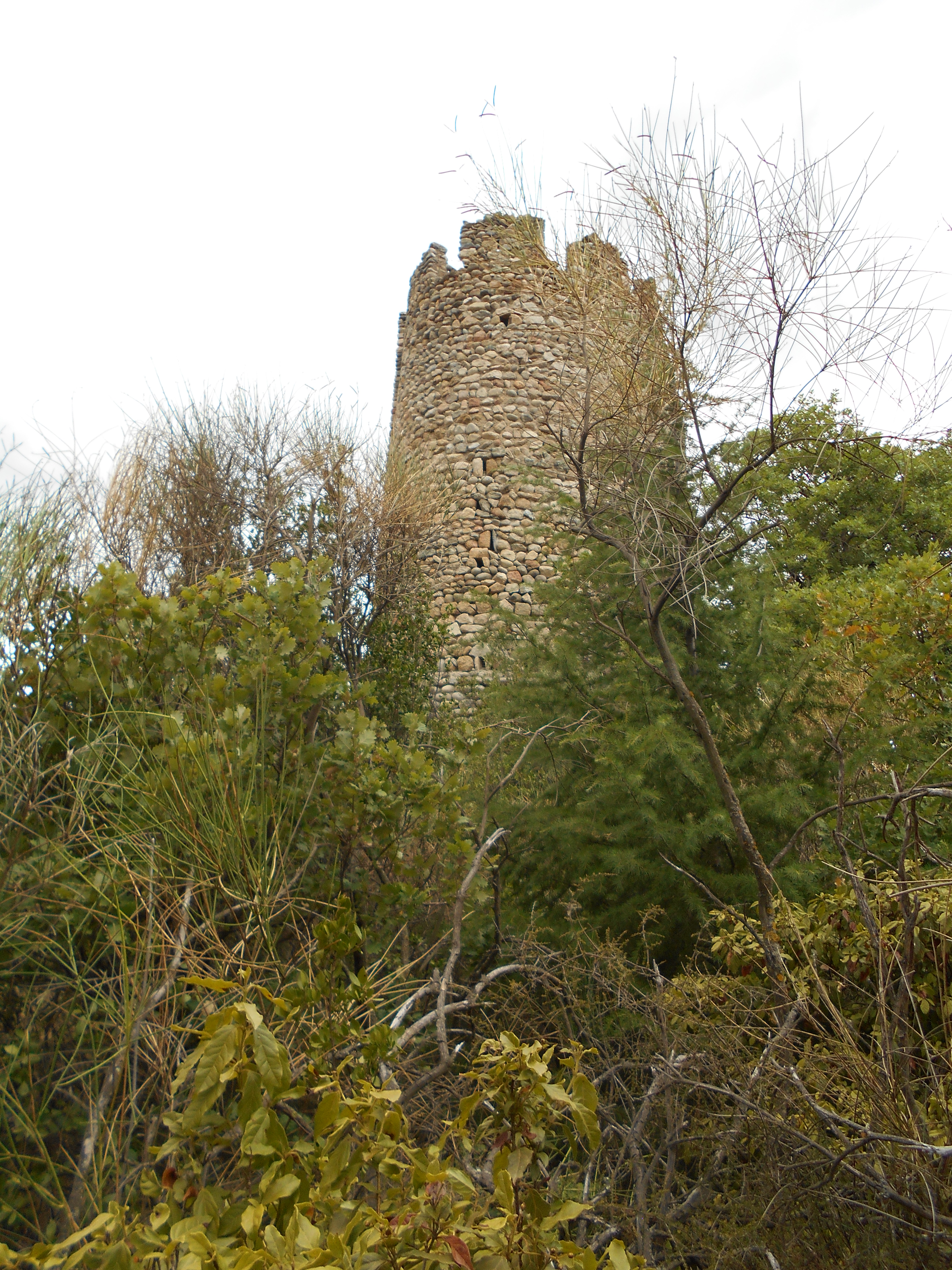
Absis - torre de Sant Climent de Reglella
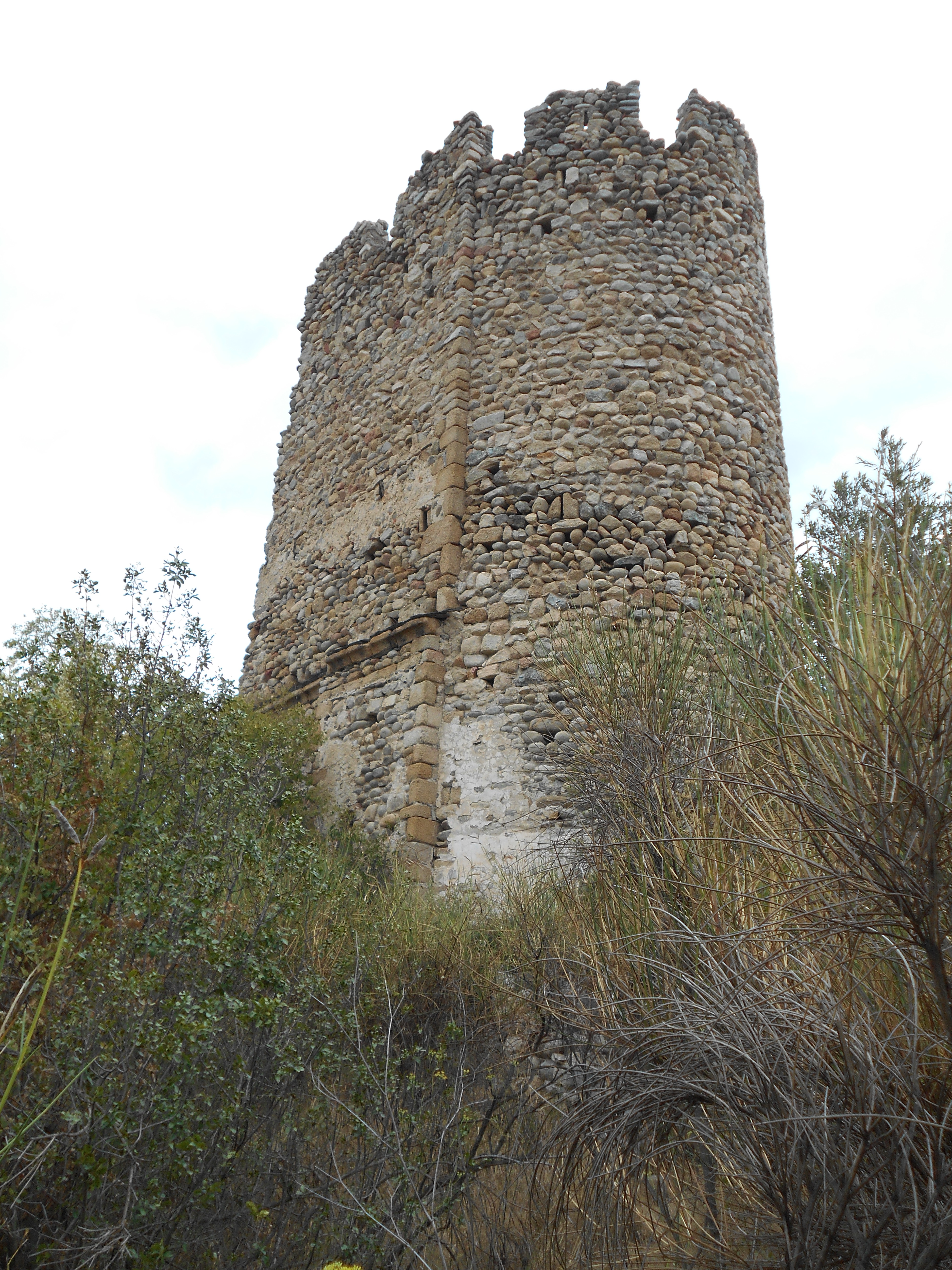
L'absis - torre des del sud-est
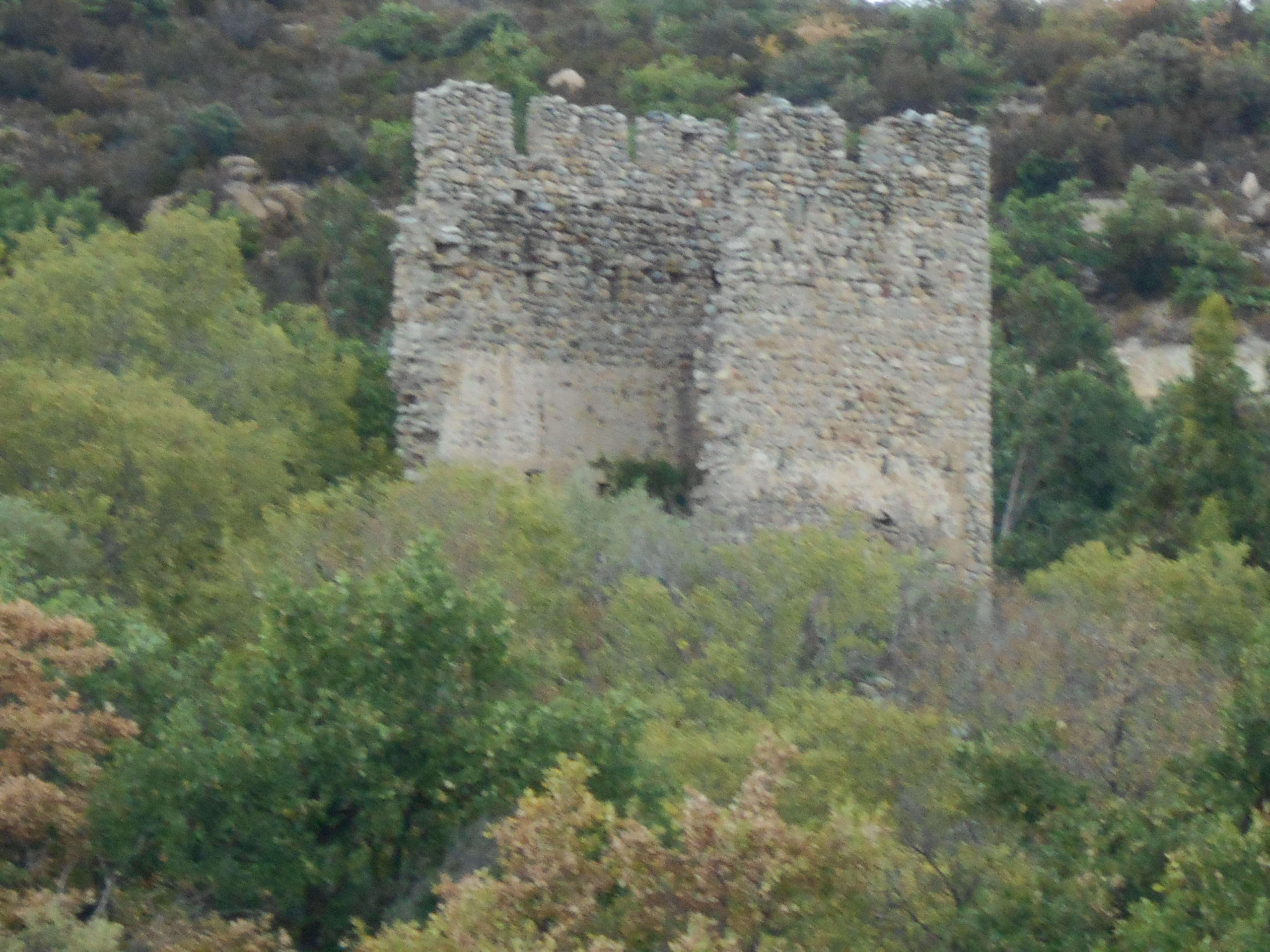
Detall de l'interior de la nau